# Control (gra komputerowa)
Artykuł ten został zgłoszony do umieszczenia na stronie głównej w rubryce „Czy wiesz”.
Pomóż nam go sprawdzić: oceń zgłoszoną nominację.
Control – przygodowa gra akcji z 2019 roku, opracowana przez fińskie studio Remedy Entertainment i wydana przez 505 Games. Ukazała się na PlayStation 4, Windows i Xbox One w sierpniu 2019 roku, a na PlayStation 5 i Xbox Series X/S w lutym 2021 roku. Wersje oparte na chmurze na Nintendo Switch i Amazon Luna zostały wydane w październiku 2020 roku, a następnie w lipcu 2021 roku na Stadia. Wersja na macOS ukazała się w marcu 2025 roku. Wydano także dwa płatne rozszerzenia do pobrania: Fundament (ang. The Foundation) i WAŚ (ang. AWE), oba w 2020 roku.
Fabuła gry Control koncentruje się na Federalnym Biurze Kontroli (ang. Federal Bureau of Control), tajnej agencji rządu Stanów Zjednoczonych, której zadaniem jest powstrzymywanie i badanie zjawisk naruszających prawa rzeczywistości. Gracz jako Jesse Faden (Courtney Hope) eksploruje Najstarszą Siedzibę (ang. Oldest House) i wykorzystuje potężne umiejętności, aby pokonać wroga znanego jako Syk (ang. Hiss), który najechał i zniekształcił rzeczywistość. Gracz zyskuje umiejętności poprzez odnajdywanie Obiektów Mocy (ang. Objects of Power) w formie przyziemnych przedmiotów, takich jak telefon z tarczą numerową lub dyskietka nasycona energią z innego wymiaru, które były w centrum głównych wydarzeń paranormalnych i zostały odzyskane przez Federalne Biuro Kontroli. Oprócz Hope w nagraniach dialogów i materiałach filmowych live-action do Control wzięli udział James McCaffrey, Matthew Porretta i Martti Suosalo, a fiński zespół Poets of the Fall nagrał do gry dodatkową muzykę.
Gra Control jest inspirowana paranormalnymi opowieściami o fikcyjnej Fundacji SCP stworzonej przez internetowy projekt wiki fiction, oparty na gatunku new weird. Architektonicznie pomieszczenia Najstarszej Siedziby zostały zaprojektowane w stylu brutalistycznym, typowym dla wielu amerykańskich budynków rządowych tworzonych z okresu zimnej wojny, służąc jako tło do zaprezentowania destrukcyjnych systemów środowiskowych gry. Główna gra zawiera wiele odniesień do Alana Wake'a, poprzedniej gry Remedy o podobnych paranormalnych motywach, a rozszerzenie WAŚ łączy obie serie; Remedy stwierdziło, że jest ono częścią wspólnego uniwersum (ang. Remedy Connected Universe). 
Po premierze Control zebrał generalnie pozytywne recenzje krytyków, a kilka czasopism branżowych umieściło go na listach najlepszych gier 2019 roku. Gra była nominowana do licznych nagród, zdobywając kilka za oprawę graficzną i design. Do listopada 2024 roku sprzedała się w ponad 4,5 miliona egzemplarzy. W czerwcu 2021 roku zapowiedziano jej kontynuację – Control 2. W 2025 roku ukazał się również FBC: Firebreak, oddzielna strzelanka pierwszoosobowa dla trzech graczy z trybem kooperacji.

## Fabuła

### Świat przedstawiony
Gra Control koncentruje się wokół Federalnego Biura Kontroli (FBK; ang. Federal Bureau of Control – FBC), tajnej agencji rządu Stanów Zjednoczonych, która bada nadprzyrodzone Wydarzenia Alter Świata (WAŚ; ang. Altered World Events – AWE). Na WAŚ wpływa zbiorowa nieświadomość ludzka i mają one szereg „paranormalnych” efektów, w tym tworzenie Obiektów Mocy (ang. Objects of Power) – archetypowych przedmiotów, które dają ich posiadaczom specjalne zdolności. Obiekty Mocy są połączone z Zarządem (ang. Board), czarnym bytem w kształcie piramidy, który istnieje w Płaszczyźnie Astralnej (ang. Astral Plane), alternatywnym wymiarze.
Osoba wybrana przez Zarząd do władania serwobronią (ang. Service Weapon), będąca jednocześnie Obiektem Mocy, jest domyślnie uważana za dyrektora Federalnego Biura Kontroli.
Akcja gry Control ma miejsce w Najstarszej Siedzibie (ang. Oldest House), brutalistycznym wieżowcu w Nowym Jorku, który służy jako siedziba FBK. Jest to Obiekt Mocy o kilku paranormalnych cechach: jest większy w środku niż na zewnątrz, a jego wewnętrzna architektura jest podatna na nieprzewidywalne przekształcenia i zmiany aranżacji. Federalne Biuro Kontroli jest w stanie stabilizować części Najstarszej Siedziby, wykorzystując punkty rezonansu zwane Punktami Kontroli (ang. Control Points).
Bohaterką gry Control jest Jesse Faden (grana przez Courtney Hope), która została wybrana przez Zarząd na stanowisko dyrektora Federalnego Biura Kontroli, aby zastąpić niedawno zmarłego Zachariaha Trencha (James McCaffrey). Siedemnaście lat przed wydarzeniami z gry Jesse i jej młodszy brat Dylan (Sean Durrie) byli uwikłani w Wydarzenie Alter Świata w swoim rodzinnym mieście Ordinary w stanie Maine. Po odkryciu Obiektu Mocy w formie projektora slajdów, dwójka dzieci przypadkowo uwolniła siły paranormalne, które spowodowały zniknięcie dorosłej populacji Ordinary. Jesse i Dylan zostali uratowani przez Polaris, tajemniczą istotę telepatyczną. Niedługo potem agenci Federalnego Biura Kontroli przybyli do Ordinary, porywając Dylana i projektor slajdów, podczas gdy Jesse uciekła. Na początku gry Jesse przybywa do Najstarszej Siedziby w poszukiwaniu swojego brata.
Innymi ważnymi postaciami w Control są: zaginiony szef badań dr Casper Darling (Matthew Porretta), specjalistka ds. badań Emily Pope (Antonia Bernath), szef ochrony Simon Arish (Ronan Summers), szefowa operacji Helen Marshall (Jade Anouka), kierownik Panoptikonu (ang. Panopticon) Frederick Langston (Derek Hagen) oraz tajemniczy fiński woźny Ahti (Martti Suosalo).

### Fabuła
W październiku 2019 roku Jesse Faden przybywa do Najstarszej Siedziby po telepatycznej wiadomości od Polaris, szukając miejsca pobytu swojego porwanego brata Dylana. Wewnątrz budynku odkrywa martwe ciało Zachariaha Trencha i zostaje poinstruowana przez Polaris, aby podnieść jego upadłą serwobroń. Broń przenosi ją na Płaszczyznę Astralną, gdzie Zarząd mianuje ją nowym dyrektorem FBK na miejsce Trencha. Opuszczając biuro Trencha, Jesse zostaje zaatakowana przez agentów FBK opętanych przez istotę nazywaną Sykiem (ang. Hiss). Następnie dowiaduje się, że Najstarsza Siedziba została objęta awaryjnym zamknięciem z powodu rozprzestrzenienia się Syku i że wszyscy w budynku zostali nim opętani, z wyjątkiem tych, którzy noszą Wzmacniacze Rezonansu Hedronu (ang. Hedron Resonance Amplifiers – HRA), urządzenia zbudowane przez zaginionego naukowca FBK, dra Caspera Darlinga. Jesse zgadza się pomóc ocalałym agentom odzyskać budynek i powstrzymać Syk w zamian za ujawnienie miejsca pobytu Dylana.
Używając Obiektu Mocy znanego jako Gorąca Linia (ang. Hotline), Jesse komunikuje się ze zmarłym Trenchem i dowiaduje się, że jego dawny zespół zarządzający zna sekrety Biura. Po zniesieniu blokady budynku w Sektorze Technicznym Jesse wkracza do Sektora Badawczego w poszukiwaniu Helen Marshall, jednej z członkiń zespołu zarządzającego Zachariaha Trencha, której pomaga zabezpieczyć produkcję kolejnych Wzmacniaczy Rezonansu Hedronu. Marshall ujawnia, że Dylan, znany w Biurze jako Główny Kandydat 6 (ang. Prime Candidate 6 – P6), był przygotowywany do zastąpienia Trencha na stanowisku dyrektora Biura ze względu na swoje ogromne nadprzyrodzone zdolności, lecz po zabiciu kilku agentów Biura został uznany za zbyt niebezpiecznego i osadzony w Sektorze Zamkniętym. Jesse udaje się do tego sektora, aby odnaleźć Dylana tylko po to, by dowiedzieć się, że uciekł i poddał się Biurowi w Sektorze Kierowniczym. Dylan wyjawia Jesse, że przyjął Syk, który dostał się do Najstarszej Siedziby przez rzutnik – Obiekt Mocy, który Biuro odzyskało z Ordinary.
Ahti, paranormalna istota manifestująca się jako woźny, daje Jesse odtwarzacz kaset magnetofonowych, który pozwala jej poruszać się po skomplikowanym labiryncie chroniącym komorę z projektorem slajdów w Sektorze Badawczym. Odkrywa, że rzutnik zniknął, lecz dowiaduje się, że Trench i Darling użyli urządzenia, aby przenieść się do alternatywnego wymiaru znanego jako Slidescape-36, gdzie odkryli istotę nazwaną Hedronem. Jesse odnajduje Hedrona i odkrywa, że to Polaris, lecz chwilę później Syk atakuje i niszczy Hedrona. Umysł Jesse zostaje zaatakowany przez Syk, ale udaje jej się od nowa odnaleźć Polaris w sobie, co pozwala jej odeprzeć ataki Syku i ocalić Biuro. Przy okazji dowiaduje się, że Trench był pierwszą osobą opętaną przez Syk podczas wypraw do Slidescape-36 i to on był odpowiedzialny za wtargnięcie Syku do Najstarszej Siedziby. Jesse znajduje rzutnik slajdów w Sektorze Kierowniczym, gdzie Dylan i Syk próbują przedostać się na Płaszczyznę Astralną przez portal i przejąć kontrolę nad Zarządem. Dezaktywuje rzutnik i pozornie oczyszcza Dylana z Syku, zamykając portal, ale pozostawiając go w śpiączce. W rezultacie Najstarsza Siedziba pozostaje opanowana przez Syk i zamknięta, aby uniemożliwić mu ucieczkę. Jesse pogodziła się jednak ze swoją nową rolą dyrektorki i postanawia znaleźć rozwiązanie wraz z ocalałymi pracownikami Federalnego Biura Kontroli.

### Rozszerzenia

#### Fundament
Jesse zostaje wezwana przez Zarząd do Fundamentu (ang. Foundation), jaskiniowego obszaru leżącego w centrum Najstarszej Siedziby, w którym znajduje się Gwóźdź (ang. Nail), obiekt łączący Najstarszą Siedzibę z Płaszczyzną Astralną. Jesse odkrywa, że Gwóźdź został poważnie uszkodzony, co powoduje wyciek z Płaszczyzny Astralnej do Najstarszej Siedziby i może mieć katastrofalne skutki. Podczas gdy Jesse próbuje odzyskać Gwóźdź, szuka miejsca pobytu Helen Marshall, która weszła do Fundamentu podczas inwazji Syku i zaginęła. W międzyczasie Jesse odkrywa dzienniki pozostawione przez Theodore'a Asha Jr., byłego kierownika badań, który brał udział w pierwszych wyprawach do Najstarszej Siedziby w 1964 roku. Ash ujawnia, że dyrektor Broderick Northmoor, poprzednik Zachariaha Trencha, uległ wpływom Zarządu podczas wyprawy i był odpowiedzialny za radykalną zmianę Biura, aby służyło interesom Zarządu.
Kontynuując przywracanie Gwoździa, Jesse spotyka Poprzednika (ang. Former), istotę pozawymiarową, która obdarza ją nową zdolnością, co rozwściecza Radę. Poprzednik twierdzi, że kiedyś był członkiem Rady, ale został wygnany po oskarżeniu o nieznane przewinienie. Rozdarta między dwiema istotami Jesse w końcu udaje się przywrócić Gwoździa, ale między Najstarszą Siedzibą a Płaszczyzną Astralną dochodzi do wstrząsów, które grożą zniszczeniem obu wymiarów. Jesse dociera do podstawy Gwoździa, gdzie znajduje Marshall opętaną przez Syk. Z pomocą Poprzednika Jesse zabija Marshall i oczyszcza Gwóźdź. Jesse dowiaduje się, że to Marshall uszkodziła Gwóźdź jako środek zapobiegawczy zarówno przed Sykiem, jak i Radą. Wzmacniacz Rezonansu Hedronu od Marshall zostaje wkrótce potem zniszczony, a ona sama uznała to za odwet Rady, co pozwoliło jej zostać opętaną przez Syk. Po zażegnaniu kryzysu, ale przy utracie wiary w Radę, Jesse przysięga, że poprowadzi Federalne Biuro Kontroli własną drogą.

#### WAŚ
WAŚ (ang. WAE) jest crossoverem Control i poprzedniego tytułu studia Remedy Entertainment – Alan Wake. Akcja Alana Wake'a rozgrywa się w Bright Falls w stanie Waszyngton; w tamtej grze pisarz Alan Wake zostaje zniewolony i uwięziony przez Mroczną Obecność zamieszkującą jezioro Cauldron w Bright Falls, wymiar zdolny do przekształcania dzieł sztuki w rzeczywistość. Po wydarzeniach z gry Alan Wake (opisanych w Control), Emil Hartman, psycholog, który próbował zbadać i wykorzystać tę moc, został skonfrontowany i aresztowany przez agentów Federalnego Biura Kontroli, którzy skonfiskowali wszystkie jego badania nad jeziorem. W ostatnim akcie desperacji Hartman zanurkował w jeziorze Cauldron i został opętany przez Mroczną Obecność. Hartman został następnie schwytany i zabrany do Najstarszej Siedziby przez Biuro, które próbowało go powstrzymać w Sektorze Śledczym. Jednak po tym, jak Hartman naruszył zabezpieczenie, Biuro zostało zmuszone do porzucenia i odcięcia niemal całego sektora. Podczas inwazji Syku złączył się on z Mroczną Obecnością w Hartmanie, przemieniając go w potworną istotę nawiedzającą sektor.
Jesse zostaje wezwana do Sektora Śledczego przez zjawę Alana Wake'a. Spotyka Hartmana i zostaje ostrzeżona przez Fredericka Langstona, że Hartman nie może opuścić sektora. Gdy Jesse próbuje przemierzyć Sektor Śledczy i zniszczyć Hartmana otrzymuje wizje Alana, który sugeruje między innymi to, że jego pisanie pomogło spowodować inwazję Syku, aby stworzyć „kryzys” dla jego „bohaterki” Jesse jako część próby ucieczki z Cauldron Lake. Jesse dociera do obszaru WAŚ „Bright Falls” w Sektorze Śledczym i niszczy Hartmana. Langston informuje ją o nowo wykrytym WAŚ w Bright Falls z datą przypadającą za kilka lat.

## Rozgrywka
Akcja gry Control rozgrywa się w Najstarszej Siedzibie, brutalistycznym wieżowcu w Nowym Jorku, będącym siedzibą fikcyjnego Federalnego Biura Kontroli, które bada Wydarzenia Alter Świata oraz zbiera i bada pochodzące z tych wydarzeń Obiekty Mocy. Najstarsza Siedziba, sam w sobie Obiekt Mocy to ogromna, ciągle zmieniająca się nadprzyrodzona kraina, która przeczy prawom czasoprzestrzeni. Na początku gry byt zwany Sykiem przejął liczne części Najstarszej Siedziby, rekonfigurując jej architekturę według swoich potrzeb, a także opanował wielu pracowników FBK, aby walczyli w jego imieniu. Gracz kontroluje Jesse Faden, która przybywa do Najstarszej Siedziby w poszukiwaniu odpowiedzi na temat swojego brata po wcześniejszym przeżyciu Wydarzenia Alter Świata i angażuje się w walkę z Sykiem.
Gra Control jest zbudowana w formacie metroidvania, z dużą mapą świata, którą można eksplorować w nieliniowym tempie w przeciwieństwie do poprzednich tytułów Remedy, które były głównie liniowe. W miarę wykonywania misji głównego wątku fabularnego gracz napotyka Punkty Kontrolne (ang. Control Points), które można odblokować po oczyszczeniu terenu z wrogów, a następnie wykorzystać zarówno jako punkty zapisu, jak i do szybkiej podróży do wcześniej odblokowanych miejsc. W miarę postępu w misji gracz odblokowuje kolejne części gmachu do eksploracji wraz z dodatkowymi zadaniami pobocznymi i nagrodami. Należą do nich punkty umiejętności, które można wykorzystać do ulepszenia mocy psychokinetycznych Jesse, takich jak wystrzeliwanie pocisków w przeciwników czy tymczasowe przejmowanie kontroli nad umysłami wrogów, aby uczynić ich sojusznikami.
Nagrody za misje obejmują także zasoby, które można wykorzystać do ulepszenia serwobroni – specjalnej broni mogącej przybierać różne formy, od krótkiego zasięgu przypominającego strzelbę, po daleki zasięg przypominający snajperkę, a każda z nich wyposażona jest w różne atuty. Gracz może wyposażyć się w atuty, aby poprawić podstawowe atrybuty Jesse. Dostępne są różne zadania poboczne i opcjonalne, ograniczone czasowo alerty misji, z dodatkowymi nagrodami po ich ukończeniu.
System sztucznej inteligencji opracowany przez studio Remedy znany jako Encounter Director kontroluje interakcje z wrogami w oparciu o poziom gracza i jego lokalizację w Najstarszej Siedzibie. Wrogowie w grze Control to głównie agenci Federalnego Biura Kontroli opętani przez nadprzyrodzoną siłę – Syk. Rozróżniają oni zarówno zwykłych ludzi uzbrojonych w broń palną, jak i silnie zmutowane warianty dysponujące różnymi supermocami.

## Proces produkcji

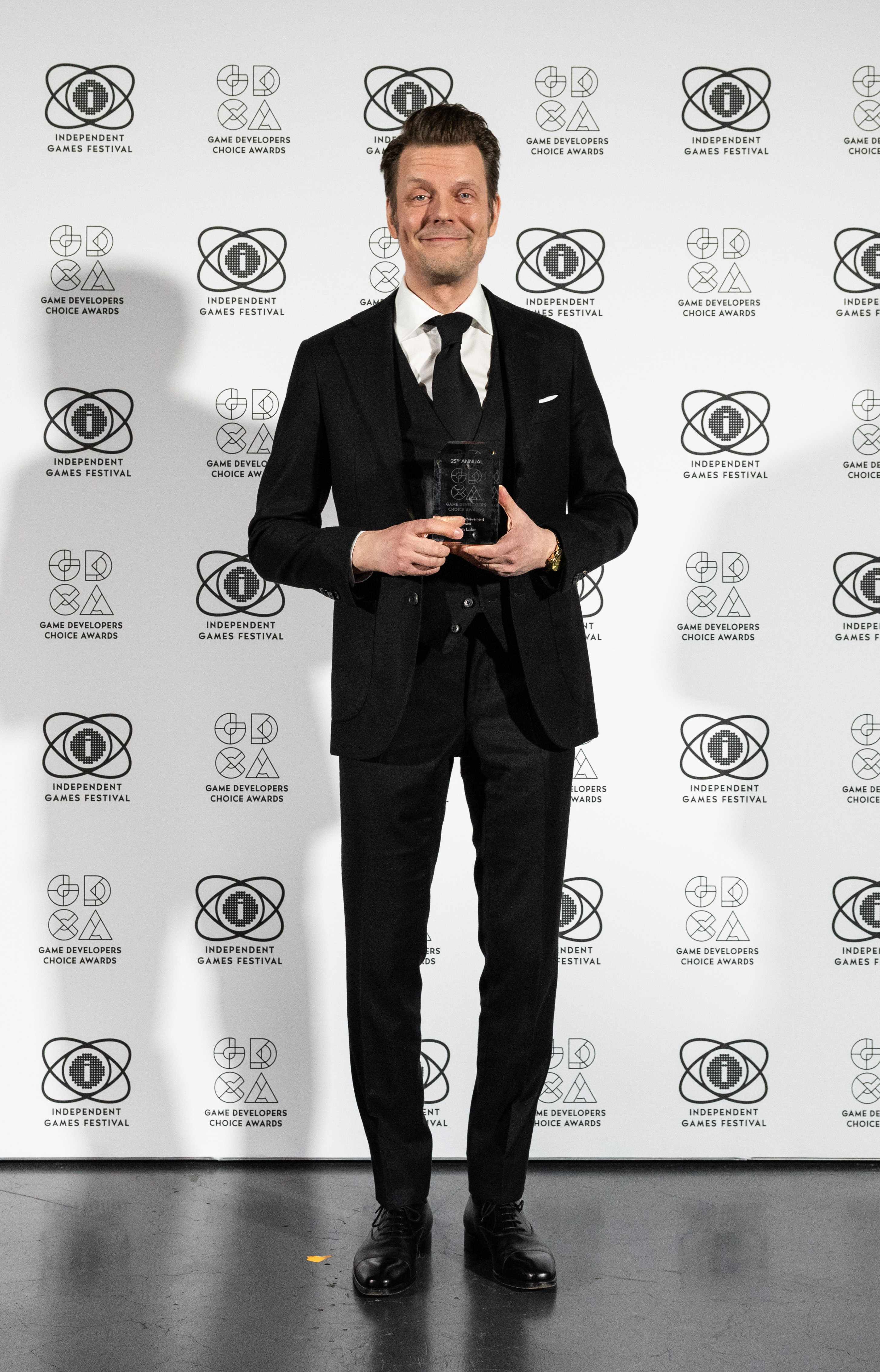
Sam Lake (2025), scenarzysta i dyrektor kreatywny gry Control

Control zostało opracowane przez fińskie studio Remedy Entertainment. Jako ich pierwsza duża premiera od czasu pierwszej oferty publicznej w 2017 roku i oddzielenia się od Microsoftu jako partnera wydawniczego, Control powstało z wykorzystaniem bardziej efektywnych strategii deweloperskich, aby ograniczyć koszty i czas. W przeciwieństwie do Alana Wake'a i Quantum Break, których ukończenie zajęło odpowiednio siedem i pięć lat, Control powstał w ciągu trzech lat z budżetem 30 mln euro, niższym niż w przypadku typowych gier AAA.
Mikael Kasurinen, który wcześniej pracował nad grami Alan Wake (jako główny projektant rozgrywki) i Quantum Break (jako główny reżyser), był reżyserem gry Control, a Sam Lake pełnił funkcję scenarzysty i dyrektora kreatywnego. Prace nad grą rozpoczęto jeszcze przed wydaniem Quantum Break. Gdy zespół kończył Quantum Break i decydował o kolejnym projekcie, Kasurinen zawuażył, że tamta gra opierała się w dużej mierze na full motion video i innych elementach filmowych, dlatego zasugerował, by kolejna produkcja miała bardziej otwarty świat, w którym gracz kierowałby swoimi doświadczeniami.
Zamiast skupiać się na tworzeniu rozbudowanej i złożonej fabuły, Remedy chciało położyć większy nacisk na wykreowania świata gry i uniwersum na tyle bogatych, by gracze mogli tworzyć własne historie. Zespół zamierzał pozostawić graczom elementy narracyjne do odkrycia, które rozwijałyby świat oraz dodać opcjonalne dokumenty, dzienniki audio i materiały wideo z żywymi aktorami, które gracz mógł przeglądać we własnym tempie. Innym celem zespołu było stworzenie gry wielokrotnego użytku. Podkreślali także, że chcieli stworzyć mocną fabułę, która – według Kasurinena – będzie „wąsko skupiona”.

### Sceneria

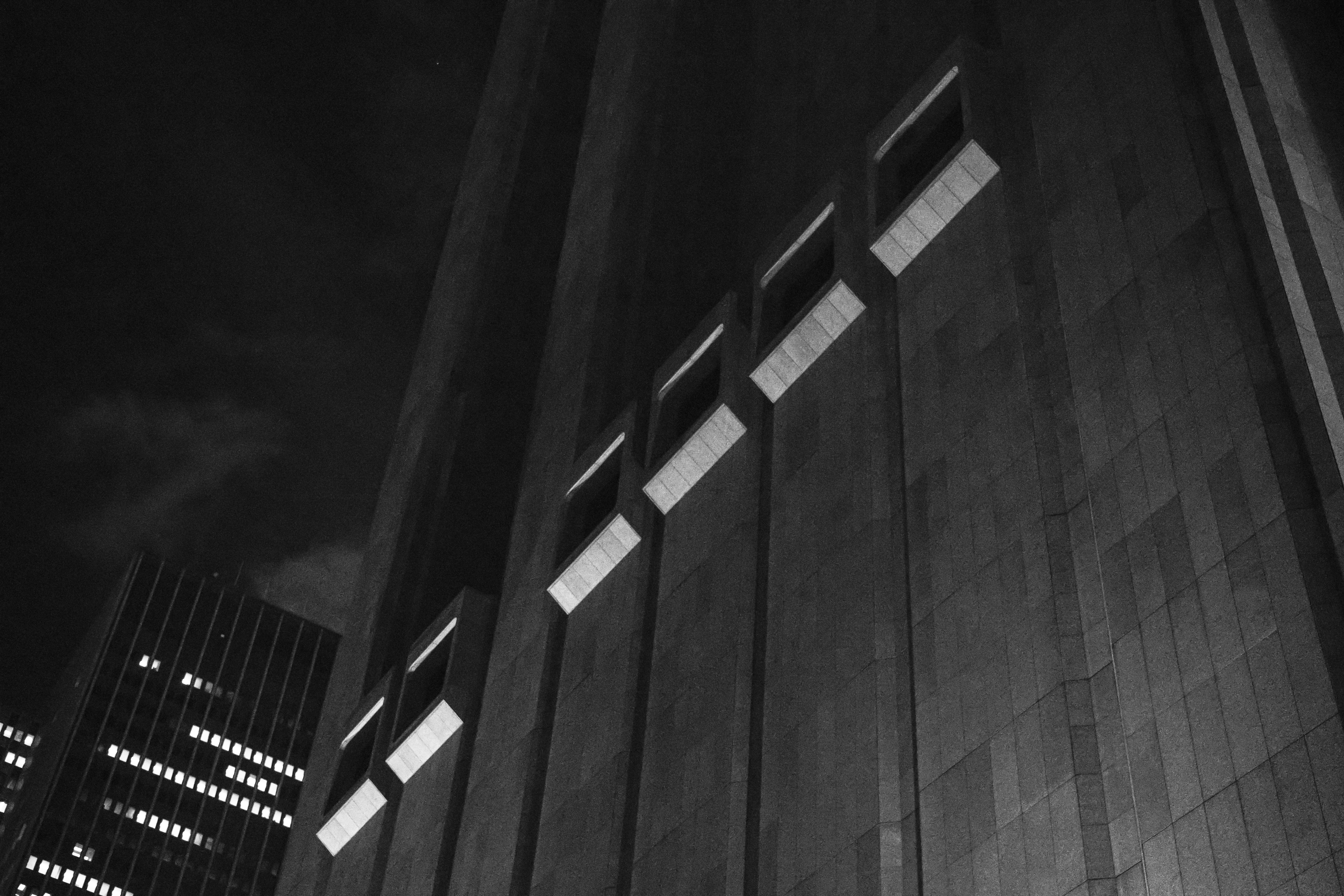
Fragment elewacji brutalistycznego budynku 33 Thomas Street w Nowym Jorku, będącego jednym z inspiracji dla architektury świata gry Control

Pierwszym pomysłem było stworzenie fikcyjnego Federalnego Biura Kontroli (FBK), realistycznego otoczenia, które stanowiłoby podstawę wydarzeń paranormalnych i katalizator akcji w grze. To pozwoliło Remedy rozważyć wiele historii, które mogliby opowiedzieć – nie tylko o postaci gracza, ale także o innych osobach w FBK; wyzwaniem było jednak przedstawienie innych postaci w formacie otwartego świata.
Duży wpływ na grę Control miały teksty zamieszczone na stronie fikcyjnej Fundacji SCP. Historie tam opublikowane opierają się na pojedynczych obiektach o paranormalnych właściwościach, a jako całość są narracyjnie połączone wspólnym formatem raportów tworzonych przez Fundację SCP, która kataloguje i bada obiekty. Na tej bazie zbudowano świat w grze Control, w którym pojawiają się różne Obiekty Mocy oraz liczne raporty i inne opowieści o tych obiektach.
Historię świata Control osadzono w gatunku new weird, nowoczesnej odmianie weird fiction, łączącej elementy fantastyki naukowej i fantasy, często z biurokratyczną agencją rządową zaangażowaną w opisywane wydarzenia. W tej grze odwrócono role, umieszczając biuro w centrum narracji. Projektantka narracji Brooke Maggs stwierdziła, że „w otoczeniu korporacyjnego biura jest niewidzialna, napastliwa obecność biurokracji, która sama w sobie jest niepokojąca”. Przyziemne cechy Najstarszej Siedziby pomogły stworzyć kontrast z paranormalnymi aspektami gry, co – według dyrektora ds. projektowania świata Stuarta MacDonalda – dobrze wpisuje się w konwencję new weird. Celem zespołu projektowego nie było wywoływanie przerażających momentów typowych dla gier grozy, lecz utrzymanie ciągłego poczucia niepokoju u gracza.

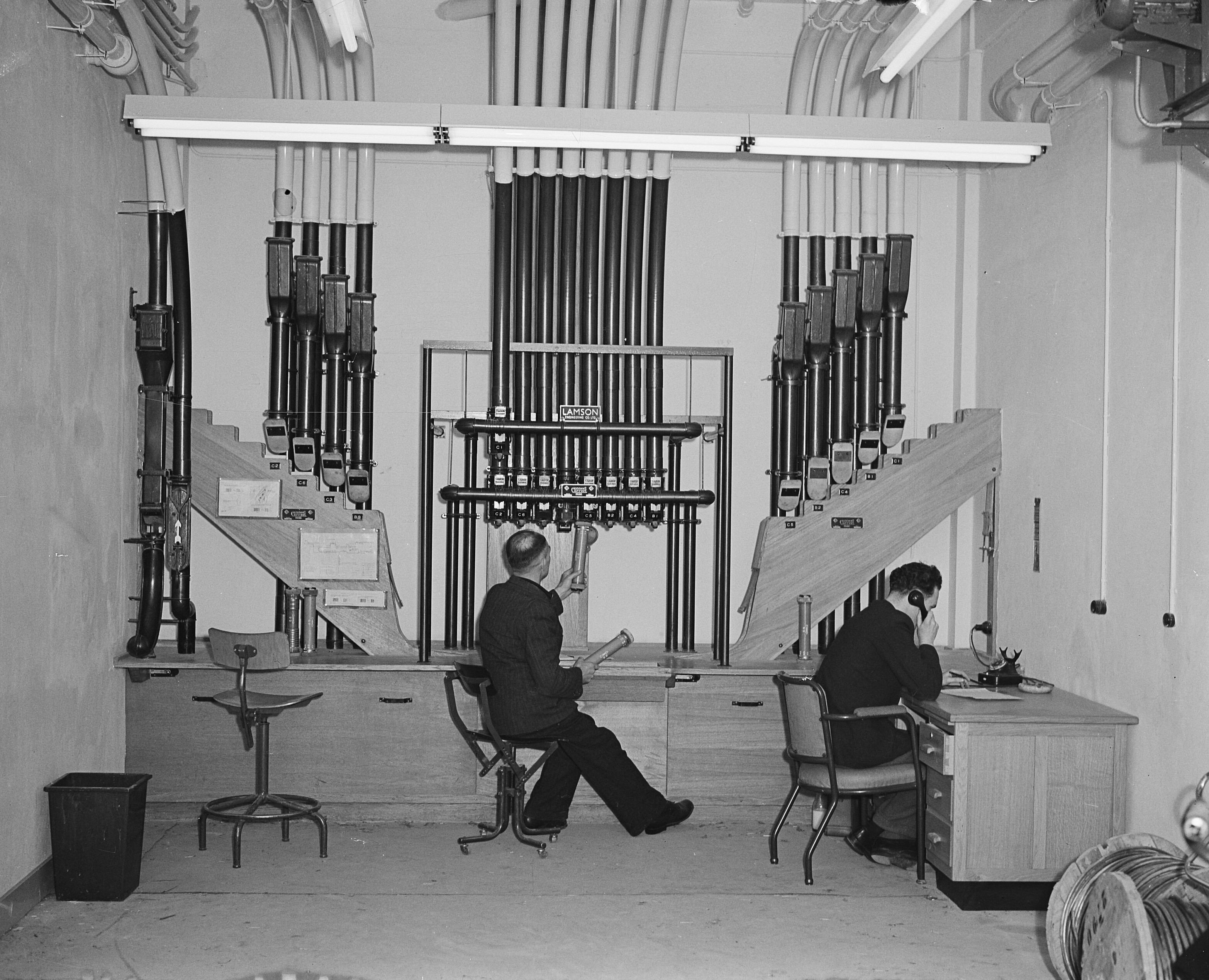
System poczty pneumatycznej na lotnisku Schiphol (1949) – tego typu technologia została wdrożona w świecie gry Contol, obecna w Najstarszej Siedzibie

Codzienne przedmioty, które miały stać się Obiektami Mocy w grze, zostały wybrane tak, aby mieściły się w koncepcji new weird. Jednym z takich Obiektów Mocy stała się dyskietka. MacDonald powiedział, że postanowił użyć dyskietki w ten sposób po przeczytaniu historii o tym, jak wiele amerykańskich narodowych systemów obrony przeciwrakietowej dopiero niedawno zrezygnowało z dyskietek, a przedtem mogły być one postrzegane jako przysłowiowa broń, którą traktowano z wielką czcią. Charakterystyczną cechą Najstarszej Siedziby jest znaczna obecność technologii z lat 60. i 70. XX wieku, takich jak system poczty pneumatycznej, projektory slajdów i monitory monochromatyczne oraz brak nowoczesnych technologii, takich jak telefony komórkowe.
Sceneria Najstarszej Siedziby została oparta na architekturze brutalistycznej, stylu wykorzystującym duże betonowe bloki, spopularyzowanym w latach 50. XX wieku i stosowanym w wielu ówczesnych budynkach rządowych na terenie Stanów Zjednoczonych. MacDonald opisał brutalizm jako dobrą scenerię science fiction, ponieważ ma „to poczucie mocy, ciężaru, siły i stabilności”, a kiedy geometria Najstarszej Siedziby zostaje dotknięta przez Syk, „tworzy to naprawdę dobry kontrast z niemożliwą architekturą”. Stosunkowo płaskie kolory ścian tła sprawiły, że można było na nich zaprezentować inne efekty projektowe i świetlne w grze. W grze wprowadzono także telekinezę, dzięki której możliwe stało się wyrywanie betonowych fragmentów do walki z wrogami; początkowo nieskazitelne przestrzenie ostatecznie pokazywały rezultaty dużej, destrukcyjnej bitwy. 

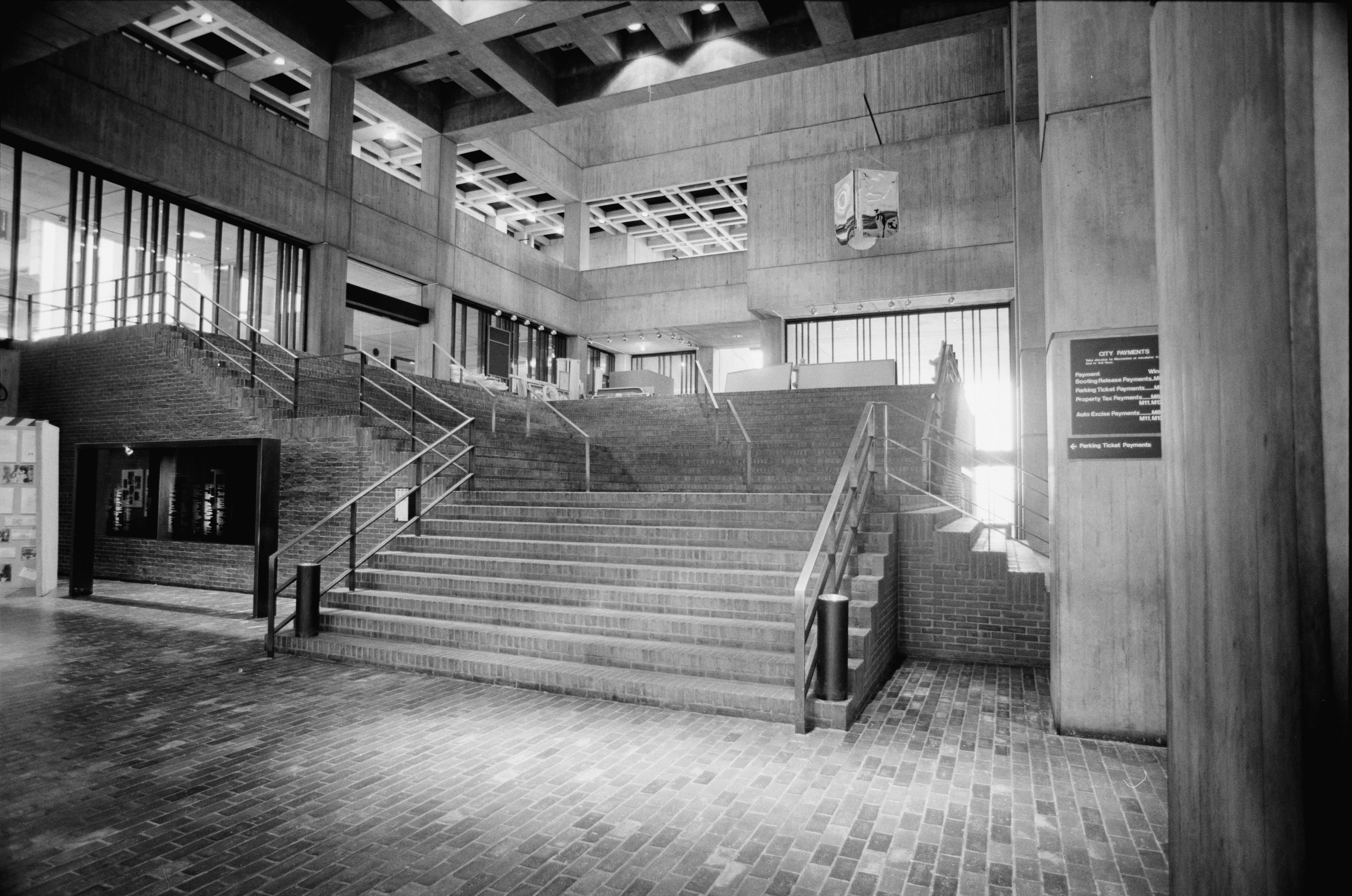
Wnętrza Boston City Hall w 1981 roku; gmach ten był jedną z inspiracji dla przedstawionej w grze Control Najstarszej Siedziby

Inspiracją dla architektury pomieszczeń zawartych w grze Control był m.in. wieżowiec 33 Thomas Street, pozbawiony okien budynek w centrum Nowego Jorku. Macdonald wykorzystał ten gmach jako współczesny przykład brutalizmu i stworzył Najstarszą Siedzibę jako „dziwaczny, brutalistyczny monolit” mieszczący Federalne Biuro Kontroli. Inne miejsca wykorzystane jako inspiracja dla świata gry to m.in.: ratusz w Bostonie, budynek Andrews na Uniwersytecie w Toronto w Scarborough czy Met Breuer.
Prace Carlo Scarpy zostały w dużym stopniu wykorzystane przy projektowaniu schodów w grze Control, które prowadziły w górę wraz z innymi częściami konstrukcji, podczas gdy skupienie Tadao Ando na oświetleniu i przestrzeniach duchowych znalazło odzwierciedlenie w innych częściach produkcji. Ponadto zespół projektantów zwrócił się ku filmom w poszukiwaniu inspiracji. Dzieła Stanleya Kubricka, szczególnie Mechaniczna pomarańcza, a także filmy przedstawiające opresyjne agencje rządowe, takie jak Kształt wody, posłużyły jako część podstawy projektowania. Dyrektor artystyczny Janne Pulkkinen stwierdził, że przyjrzeli się kościołom i innym miejscom, w których rytualizm jest powszechny, ponieważ oświetlenie i projekt tych przestrzeni często służą do zwracania uwagi na określone punkty zainteresowania.
Niektóre obszary gry zawierają sekwencje full motion video. Większość z nich przedstawia dra Caspera Darlinga, granego przez Matthewa Porrettę, objaśniającego części Najstarszej Siedziby i znajdujące się w nim Obiekty Mocy. Inny zestaw filmów to krótkie odcinki fikcyjnego przedstawienia zatytułowanego The Threshold Kids, opartych na kukiełkach, które mogą przebywać w Najstarszej Siedzibie. The Threshold Kids zostało napisane przez główną narratorkę Annę Megill i wyprodukowane przez starszego projektanta filmowego Mirceę Purdeę.

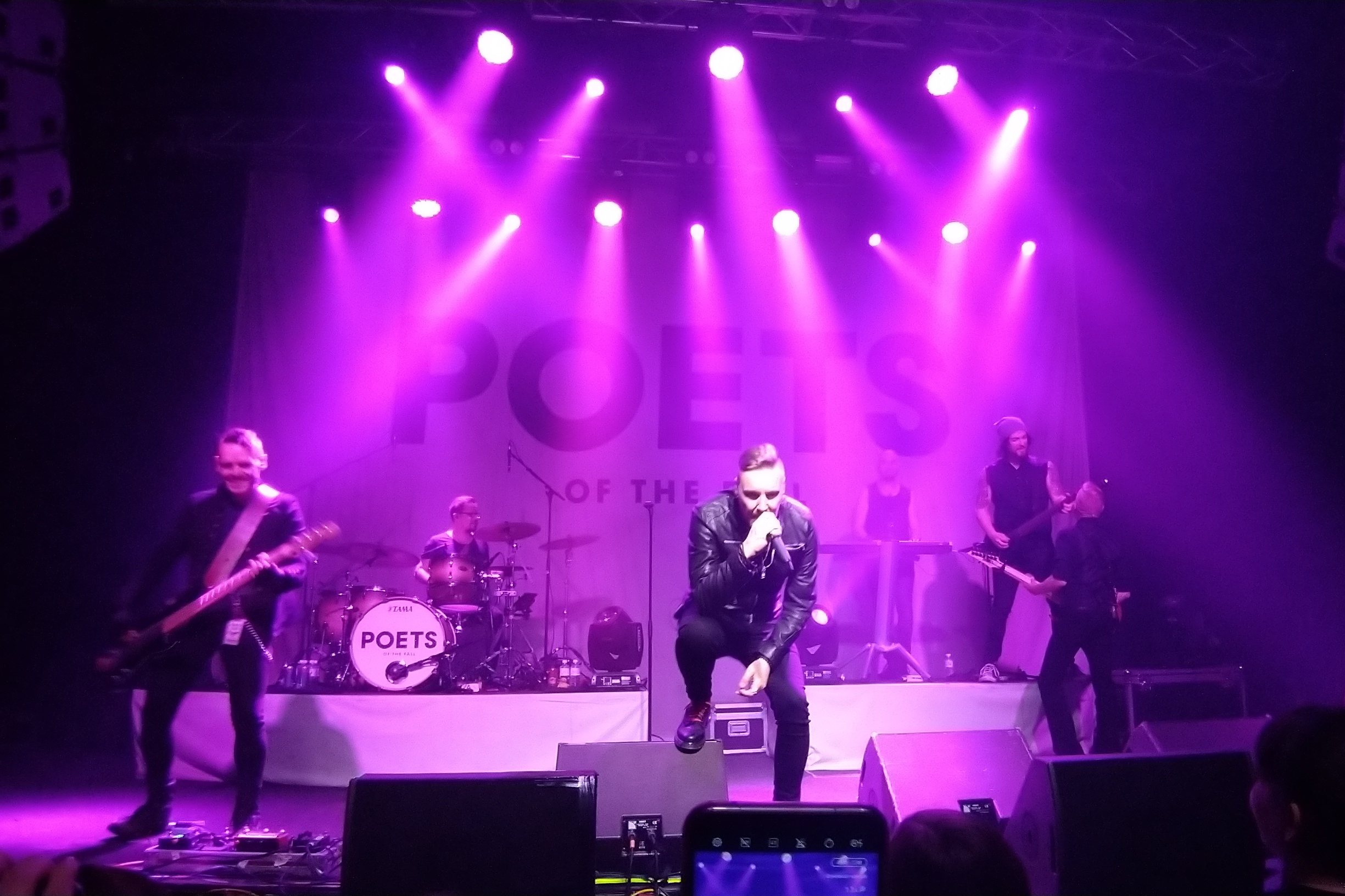
Zespół Poets of the Fall w 2019 roku; skomponował on piosenki do gry Control

Zespół rocka alternatywnego Poets of the Fall dostarczył piosenki do gry, w tym „Take Control”, o której w grze powiedziano, że jest autorstwa fikcyjnego zespołu The Old Gods of Asgard, co samo w sobie było aluzją do Alana Wake'a. Remedy wykorzystało tę piosenkę jako część Labiryntu Popielniczki (ang. Ashtray Maze) – sekcji, w której Jesse walczy w ciągle zmieniającym się zestawie pomieszczeń dostosowanych do piosenki. Remedy współpracowało z Poets of the Fall, aby móc dynamicznie włączać utwór do rozgrywki w miarę przechodzenia gracza przez kolejne sekcje labiryntu.
Podstawowa gra zawiera easter eggi odnoszące się do Alana Wake'a, który ma podobne paranormalne wątki, jak gra Control. Jeden z nich omawia skutki wydarzeń związanych z Alanem Wakiem jako część akt sprawy Federalnego Biura Kontroli, które dotyczyły tego, co wydarzyło się w Bright Falls, głównej lokalizacji Alana Wake'a, jako Wydarzenie Alter Świata. Przeszłe wydarzenie w mieście Ordinary zawarto jako backmasking w utworze puszczanym w sekwencji napisów końcowych gry Alan Wake: American Nightmare, w którym nieznany mówca stwierdza: „To się powtórzy, w innym mieście. Mieście o nazwie Ordinary”. Kasurinen powiedział, że uwzględnienie takich odniesień pomaga ustanowić rodzaj ciągłości między grami, a także umożliwia znalezienie i udostępnianie tych elementów przez społeczność graczy, ale niekoniecznie mają na celu ustanowienie wspólnego uniwersum między grami. Jednak Sam Lake później potwierdził istnienie wspólnego wszechświata dla Alan Wake i Control, znanego jako Remedy Connected Universe. Zostało to następnie utrawlone wraz z wydaniem rozszerzenia WAŚ, które bezpośrednio przeniosło postacie i wydarzenia z Alana Wake'a do Control.

### Casting

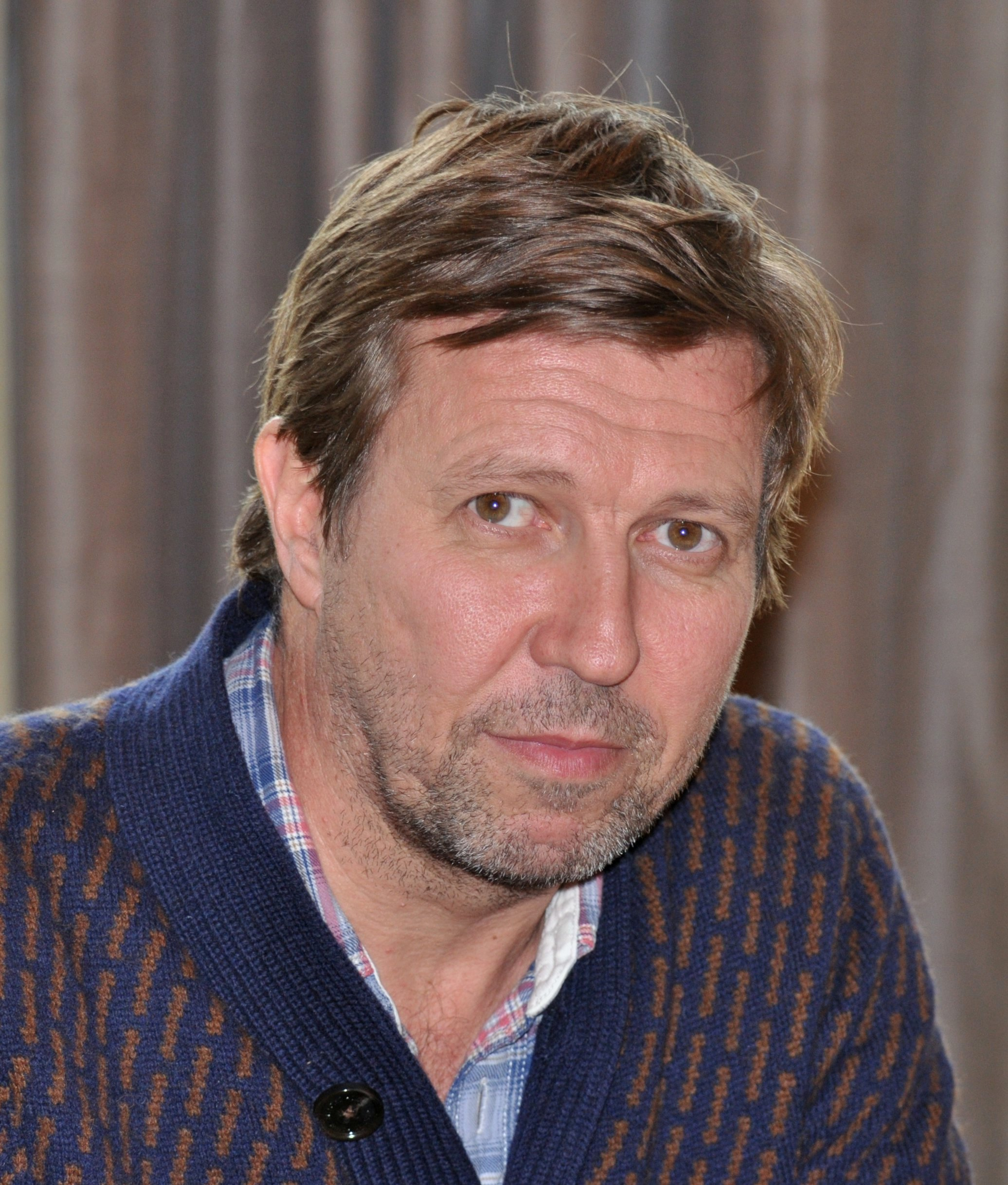
Martti Suosalo (2012) wcielił się w rolę tajemniczego woźnego Ahtiego

Główna obsada głosowa gry została ogłoszona podczas New York Comic Con w 2018 roku i składała się z różnych aktorów z poprzednich gier Remedy. Courtney Hope, która grała postać Beth Wilder w Quantum Break, zagrała Jesse Faden, natomiast James McCaffrey, znany z ról tytułowego bohatera serii gier Max Payne oraz Thomasa Zane'a w grze Alan Wake, wcielił się w rolę Zachariaha Trencha. Matthew Porretta, który grał tytułową postać w Alanie Wake'u, pojawił się zarówno w rolach głosowych, jak i filmowych scenach jako postać dr. Caspera Darlinga. Fiński aktor Martti Suosalo użyczył głosu woźnemu Ahtiemu. 
Sam Lake z Remedy powiedział, że pragnął dodać elementy swojej rodzinnej Finlandii do jednej ze swoich gier, a Control dało mu taką możliwość. Wśród nich znalazło się fińskie tango, które napisał Lake, skomponował Petri Alanko, a zaśpiewał Suosalo.
W grze można usłyszeć głos Hideo Kojimy i jego angielskiego tłumacza Akiego Saito – w jednej z misji pobocznych, w nagraniu dr. Yoshimiego Tokui, którego głosu użyczył Kojima, mowa jest o onirycznych przeżyciach w języku japońskim, a tłumaczenie na język angielski pochodzi od Saito.

### Technologia
Kolejnym wyzwaniem w projektowaniu i implementacji gry było stworzenie środowiska, które zachęcałoby gracza do eksploracji świata i uczenia się go poprzez obserwację. Kasurinen uważał, że nie chce mieć znaczników zadań w interfejsie HUD; zamiast tego chciał, aby gracz korzystał z opisów misji w dzienniku i uważnie obserwował otoczenie, aby dowiedzieć się, dokąd iść dalej. Chciał również płynnego środowiska, w którym niemal każdy obiekt mógłby być użyty jako część telekinetycznych mocy postaci, tak aby świat gry mógł być zarówno bronią używaną przez gracza, jak i przeciwko niemu. Aby to osiągnąć, Remedy zastąpiło fizykę Havok w swoim wewnętrznym silniku gry PhysX i ulepszyło swoją sztuczną inteligencję, aby umożliwić wrogom wykorzystanie tych zmian. 
Gra Control została stworzona przy użyciu autorskiego silnika Northlight firmy Remedy, który po raz pierwszy został wykorzystany w poprzedniej grze studia, Quantum Break.
Control była jedną z pierwszych dużych gier wydanych po wprowadzeniu kart graficznych obsługujących śledzenie promieni w czasie rzeczywistym za pomocą DirectX Raytracing . Był to pierwszy duży tytuł z niemal pełną implementacją wszystkich dostępnych funkcji Nvidia RTX oraz z obsługą technologii Nvidia DLSS do skalowania rozdzielczości na obsługiwanych kartach graficznych.
Firma Nvidia intensywnie promowała grę Control w swojej kampanii, reklamując ją wraz z pierwszymi kartami graficznymi RTX wyposażonymi w sprzętową obsługę śledzenia promieni. Gra była dołączana do sprzedaży wraz z kartami graficznymi obsługującymi technologię RTX.

## Dystrybucja i marketing

### Marketing
W maju 2017 roku Remedy ogłosiło nawiązanie współpracy z 505 Games w celu wydania gry, wówczas o nazwie kodowej „P7”. 505 zapewniło wsparcie marketingowe i wydawnicze oraz fundusz w wysokości 7,75 mln euro na rozwój gry, podczas gdy Remedy zachowało prawa własności intelektualnej do Control. W komunikacie prasowym Remedy ujawniło, że gra będzie miała złożoną mechanikę rozgrywki i że będzie „dłuższym doświadczeniem” niż poprzednie gry. Nad „P7” studio Remedy pracowało obok dwóch innych projektów. 
Gra została oficjalnie ujawniona na konferencji prasowej Sony Interactive Entertainment na targach E3 2018.
W 2019 roku Epic Games zawarło roczną umowę o wyłączność na grę Control w sklepie Epic Games Store z firmą Digital Bros, spółką macierzystą 505 Games, za 9,49 mln euro.

### Dystrybucja
Gra Control została wydana na konsole PlayStation 4, Windows i Xbox One 27 sierpnia 2019 roku.
27 sierpnia 2020 roku, w pierwszą rocznicę wydania gry, platforma Steam wydała wersję Control Ultimate Edition, która zawierała grę podstawową, rozszerzenia Fundament i WAŚ oraz dodatkowe bezpłatne aktualizacje. Control Ultimate Edition ukazało się na Epic Games Store, GOG.com, PlayStation 4 i Xbox One 10 września 2020 roku oraz na PlayStation 5 i Xbox Series X/S 2 lutego 2021 roku. Gracze, którzy posiadali Ultimate Edition na PlayStation 4 lub Xbox One, mogli zaktualizować swoją wersję do nowszych konsol za darmo. 
Studio 505 Games stwierdziło, że chociaż poszukiwano bezpłatnej ścieżki aktualizacji odpowiedniej dla wszystkich użytkowników, istniała „jakaś forma blokady, a te blokady sprawiły, że co najmniej jedna grupa graczy ostatecznie została pominięta w aktualizacji z różnych powodów”. Wersje na PlayStation 5 i Xbox Series X/S oraz powiązane aktualizacje zostały opóźnione do początku 2021 roku – ogłoszono to tuż przed premierą konsol w listopadzie 2020 roku – w celu poprawy jakości produktu. Wersje cyfrowe ukazały się 2 lutego 2021 roku, a fizyczne kopie 2 marca 2021 roku.
Wersje gry oparte na grach w chmurze zostały wydane na Amazon Luna i Nintendo Switch odpowiednio 20 i 28 października 2020 roku. Była to pierwsza gra oparta na chmurze wydana na Switcha poza Japonią. Gra Control na Google Stadia miała premierę w lipcu 2021 roku, a wersja na macOS została opublikowana 26 marca 2025 roku.

### Po premierze
Remedy potwierdziło plany co najmniej dwóch dodatkowych rozszerzeń zawartości do Control, zatytułowanych Fundament (ang. The Foundation) i WAŚ (ang. AWE), oba fabularnie osadzone po głównej grze, w których Jesse przejmuje funkcję dyrektora Federalnego Biura Kontroli. W momencie premiery gry Control, według projektantki narracji Brooke Maggs szczegóły tej zawartości nie zostały wówczas jeszcze ustalone, ponieważ zespół skupił się na rozwiązywaniu problemów z wydajnością wersji konsolowej gry. Rozszerzenie Fundament wydano 26 marca 2020 roku na PlayStation 4 i Microsoft Windows oraz 25 czerwca 2020 roku na Xbox One. Drugie rozszerzenie WAŚ zostało wydane 27 sierpnia 2020 roku, z okazji pierwszej rocznicy gry.
Wydano także dodatkową, mniejszą zawartość bez fabuły. Pierwsza, Expeditions, została wydana jako darmowa aktualizacja 12 grudnia 2019 roku i zawierała samodzielne misje o różnym stopniu trudności z przedmiotami wzmacniającymi dla postaci. Darmowa aktualizacja, wydana wraz z dodatkiem WAŚ, ale dostępna dla wszystkich graczy, zwiększyła liczbę punktów kontrolnych – „trudnych”, w tym przed walkami z bossami, oraz kilka „łatwych”, w których gracze mogą zacząć rozgrywkę od nowa bez konieczności powrotu do punktu kontrolnego w przypadku śmierci Jesse. Dodano również nowy Tryb Wspomagania (ang. Assist Mode), aby umożliwić graczom większą kontrolę nad dostosowywaniem poziomu trudności gry; Remedy zamierzało w ten sposób umożliwić początkującym graczom ukończenie gry.
W styczniu 2021 roku nakładem wydawnictwa Future Press ukazała się książka towarzysząca o rozwoju gry Control zatytułowana The Art and Making of Control.
W lutym 2024 roku Remedy nabyło od 505 Games pełne prawa do serii gier Control. W sierpniu firma nawiązała współpracę z Annapurna Pictures w celu adaptacji już wydanych gier Remedy na potrzeby filmów i telewizji, w tym serii Control.
W marcu 2025 roku wersja Ultimate Edition otrzymała bezpłatną aktualizację, która dodała wcześniej ekskluzywną zawartość, w tym bonusy za zamówienia w przedsprzedaży, misję na PlayStation 4 z udziałem Hideo Kojimy oraz różne ulepszenia graficzne.

## Odbiór

### Krytyczny odbiór
Według serwisu agregującego recenzje Metacritic, gra Control otrzymała „ogólnie pozytywne” recenzje od krytyków na większości platform, z wyjątkiem wersji na Nintendo Switch, która otrzymała „mieszane lub przeciętne” opinie.
Jeff Gerstmann z Giant Bomb przyznał grze 5 na 5 gwiazdek i stwierdził, że jest to „inteligentna i sensacyjna gra akcji i przygody”. Phil Iwaniuk z PCGamesN wystawił grze pozytywną recenzję i ocenił ją jako „wciągające zejście w coś pomiędzy alternatywną historią a gorączkowym snem, pięknie zrealizowane w audiowizualnym stylu i z niewielkimi brakami w samej walce”. Sam Loveridge z GamesRadar+ przyznał grze 4,5 na 5 gwiazdek i pochwalił jej „unikalne” otoczenie, „telewizyjną” fabułę, „fenomenalne” postacie oraz „całkowicie szalone” momenty, choć skrytykował krótki czas trwania gry. James Davenport z PC Gamer przyznał grze wynik 88/100 i pochwalił jej „tajemnicę, cuda i wspaniałą, niszczącą pomieszczenia walkę”, jednocześnie krytykując „chudą” protagonistkę i „nagłe” zakończenie. Jonathon Dornbush z IGN przyznał grze ocenę 8,8/10 i pochwalił „wciągający, dziwny, paranormalny świat”, „wszechstronne zdolności parapsychiczne i główną broń Jesse” oraz „silną” obsadę drugoplanową i „dobrze napisany” scenariusz, choć osobistą historię Jesse nazwał „przemyślaną na siłę”.
Peter Brown z GameSpot przyznał grze 8/10 i pochwalił „wspaniały” styl artystyczny, „fascynujące” zestawy oraz „stylową” walkę, choć skrytykował „mylącą” mapę. Dave Tach z Polygon stwierdził: „Nie potrafię oddzielić celowych dziwactw Control od jego piękna ani od postaci i to właśnie sprawia, że tak łatwo ją polecić”. Michael Leri z GameRevolution przyznał grze 9/10 i pochwalił „szybką” walkę, „intrygującą” historię, wymagające łamigłówki, obsadę oraz „pięknie skonstruowane i zniszczalne” środowiska; skrytykował natomiast „chwiejną wydajność na konsolach innych niż Pro”, „zbyt karzące” walki z bossami i długie punkty kontrolne. Michael Huber z Easy Allies przyznał grze ocenę 9/10 i stwierdził, że stanowi ona „niesamowite połączenie opowiadania historii, budowania świata, eksploracji i walki”, chwaląc przy tym „obsesyjną” dbałość o szczegóły, obsadę aktorską i główną bohaterkę.
Anna Rogala z serwisu Filmweb stwierdziła, że „Control zupełnie niespodziewanie okazało się jedną z bardziej intrygujących gier, w jakie dane mi było grać w tym roku”. Chwaliła eksplorację Najstarszej Siedziby, rozwiązywanie zagadek logicznych oraz system destrukcji. Adam Zechenter z serwisu Gry-Online chwalił atmosferę i uniwersum, a także mechaniki walki, przerywniki filmowe i eksplorację; do wad zaliczył wygląd niektórych lokacji oraz dialogi i animację niezależnych bohaterów. Maciej Piotrowski w recenzji opublikowanej w serwisie Benchmark.pl chwalił klimat, fabułę, lokację oraz system walki w grze.
Mike Williams z USgamer przyznał grze ocenę 4/5 i stwierdził: „Najstarsza Siedziba pozwala Remedy bawić się nowymi pomysłami i wariantami tradycyjnej rozgrywki, przełamując strzelanie i nadludzkie moce grami z czerwonym/zielonym światłem i podróżami przez labirynty w stylu Alicji w Krainie Czarów. Dialogi są nadal dziwne, a struktura misji bywa momentami niejasna”. Gabe Gurwin z Digital Trends przyznał grze ocenę 3,5/5 i pochwalił elementy strzelanki, umiejętności, obsadę, prezentację i scenerię, choć skrytykował fabułę, problemy z teksturami, poboczne misje jako „wypełniacze” oraz „nieoryginalne” moce. Christian Donlan z Eurogamer pochwalił „zawrotną” akcję i „zadziwiający” projekt artystyczny.
Digital Foundry i Polygon uznały, że gra Control na PC może być „killer application” dla kart graficznych Nvidia RTX, ponieważ pomaga ona ulepszyć styl wizualny gry.
Hideo Kojima, twórca serii Metal Gear, stwierdził, że jest wielkim fanem gry Control i jako dowód tego odwiedził studio Remedy podczas wizyty w Finlandii w 2019 roku.

### Sprzedaż
Do grudnia 2020 roku gra Control sprzedała się w ponad 2 milionach egzemplarzy, a studio Remedy stwierdziło, że marka ta rozwija się najszybciej od czasów Maxa Payne'a. Studio ujawniło także, że do sierpnia 2021 roku w Control zagrało ponad 10 milionów osób, wliczając tych, którzy korzystali z Xbox Game Pass i innych kanałów pozasprzedażowych. Do lutego 2024 roku gra sprzedała się w ponad 4 milionach egzemplarzy, generując przychód przekraczający 100 mln euro. Do listopada tego samego roku sprzedano ponad 4,5 miliona egzemplarzy, a liczba graczy przekroczyła 19 milionów.
W Japonii sprzedano 10 336 egzemplarzy wersji na PlayStation 4, co dało jej pod koniec 2019 roku 13. miejsce na liście najlepiej sprzedających się gier w sprzedaży detalicznej w pierwszym tygodniu po premierze.

### Nagrody i wyróżnienia
Portal IGN przyznał Control tytuł „Gry Roku”, a także inne nagrody, w tym za „Najlepszą przygodową grę akcji”, „Najlepszą oprawę graficzną gry wideo” i „Najlepszą historię gry wideo”. Game Informer, Electronic Gaming Monthly, GamesRadar+ i Eurogamer również przyznały Control tytuł „Gry Roku”, podczas gdy Polygon, Easy Allies, USGamer, Giant Bomb, GameRevolution i GameSpot umieściły Control na liście dziesięciu najlepszych gier 2019 roku. PC Gamer przyznał Control nagrodę za „Najlepszy świat” w swoim zestawieniu najlepszych gier 2019 roku.
| Year | Award                                                 | Category                                                                  | Rezultat  | Źr.                     |
| ---- | ----------------------------------------------------- | ------------------------------------------------------------------------- | --------- | ----------------------- |
| 2018 | Golden Joystick Awards                                | Najbardziej oczekiwana gra                                                | Nominacja | [ 169 ]                 |
| 2019 | Game Critics Awards                                   | Najlepsza gra oryginalna                                                  | Nominacja | [ 170 ]                 |
| 2019 | Game Critics Awards                                   | Najlepsza gra na PC                                                       | Nominacja | [ 170 ]                 |
| 2019 | Game Critics Awards                                   | Najlepsza przygodowa gra akcji                                            | Nominacja | [ 170 ]                 |
| 2019 | Golden Joystick Awards                                | Najlepsza historia                                                        | Nominacja | [ 171 ] [ 172 ] [ 173 ] |
| 2019 | Golden Joystick Awards                                | Najlepszy projekt wizualny                                                | Nominacja | [ 171 ] [ 172 ] [ 173 ] |
| 2019 | Golden Joystick Awards                                | Najlepsza oprawa dźwiękowa                                                | Nominacja | [ 171 ] [ 172 ] [ 173 ] |
| 2019 | Golden Joystick Awards                                | Wybór krytyków                                                            | Wygrana   | [ 171 ] [ 172 ] [ 173 ] |
| 2019 | Golden Joystick Awards                                | Gra roku                                                                  | Nominacja | [ 171 ] [ 172 ] [ 173 ] |
| 2019 | Plebiscyt Gra Roku 2019 GRYOnline.pl                  | Najlepsza oprawa artystyczna lub technologia                              | Wygrana   | [ 174 ]                 |
| 2019 | Titanium Awards                                       | Gra roku                                                                  | Nominacja | [ 175 ]                 |
| 2019 | Titanium Awards                                       | Najlepszy projekt artystyczny                                             | Nominacja | [ 175 ]                 |
| 2019 | Titanium Awards                                       | Najlepszy projekt gry                                                     | Nominacja | [ 175 ]                 |
| 2019 | Titanium Awards                                       | Najlepszy projekt narracji                                                | Nominacja | [ 175 ]                 |
| 2019 | Titanium Awards                                       | Najlepsza gra przygodowa                                                  | Nominacja | [ 175 ]                 |
| 2019 | Titanium Awards                                       | Najlepsza ścieżka dźwiękowa (Petri Alanko)                                | Nominacja | [ 175 ]                 |
| 2019 | The Game Awards                                       | Gra roku                                                                  | Nominacja | [ 176 ] [ 177 ]         |
| 2019 | The Game Awards                                       | Najlepiej wyreżyserowana gra                                              | Nominacja | [ 176 ] [ 177 ]         |
| 2019 | The Game Awards                                       | Najlepsza narracja                                                        | Nominacja | [ 176 ] [ 177 ]         |
| 2019 | The Game Awards                                       | Najlepszy kierunek artystyczny                                            | Wygrana   | [ 176 ] [ 177 ]         |
| 2019 | The Game Awards                                       | Najlepsze udźwiękowienie                                                  | Nominacja | [ 176 ] [ 177 ]         |
| 2019 | The Game Awards                                       | Najlepsza kreacja aktorska (Courtney Hope)                                | Nominacja | [ 176 ] [ 177 ]         |
| 2019 | The Game Awards                                       | Najlepsza kreacja aktorska (Matthew Porretta)                             | Nominacja | [ 176 ] [ 177 ]         |
| 2019 | The Game Awards                                       | Najlepsza przygodowa gra akcji                                            | Nominacja | [ 176 ] [ 177 ]         |
| 2020 | New York Game Awards                                  | Nagroda Great White Way za najlepszą rolę aktorską w grze (Courtney Hope) | Wygrana   | [ 178 ]                 |
| 2020 | Visual Effects Society Awards                         | Wyjątkowe efekty wizualne w projekcie w czasie rzeczywistym               | Wygrana   | [ 179 ] [ 180 ]         |
| 2020 | D.I.C.E. Awards                                       | Gra roku                                                                  | Nominacja | [ 181 ] [ 182 ]         |
| 2020 | D.I.C.E. Awards                                       | Gra akcji roku                                                            | Wygrana   | [ 181 ] [ 182 ]         |
| 2020 | D.I.C.E. Awards                                       | Wybitne osiągnięcie w zakresie kierownictwa artystycznego                 | Wygrana   | [ 181 ] [ 182 ]         |
| 2020 | D.I.C.E. Awards                                       | Wybitne osiągnięcie w dziedzinie charakteru (Jesse Faden)                 | Nominacja | [ 181 ] [ 182 ]         |
| 2020 | D.I.C.E. Awards                                       | Wybitne osiągnięcie w reżyserii gry                                       | Wygrana   | [ 181 ] [ 182 ]         |
| 2020 | D.I.C.E. Awards                                       | Wybitne osiągnięcie w dziedzinie oryginalnej kompozycji muzycznej         | Wygrana   | [ 181 ] [ 182 ]         |
| 2020 | D.I.C.E. Awards                                       | Wybitne osiągnięcie w historii                                            | Nominacja | [ 181 ] [ 182 ]         |
| 2020 | D.I.C.E. Awards                                       | Wybitne osiągnięcie techniczne                                            | Nominacja | [ 181 ] [ 182 ]         |
| 2020 | National Academy of Video Game Trade Reviewers Awards | Gra roku                                                                  | Nominacja | [ 183 ] [ 184 ]         |
| 2020 | National Academy of Video Game Trade Reviewers Awards | Animacja – aspekty techniczne                                             | Wygrana   | [ 183 ] [ 184 ]         |
| 2020 | National Academy of Video Game Trade Reviewers Awards | Kierunek artystyczny – sztuka współczesna                                 | Wygrana   | [ 183 ] [ 184 ]         |
| 2020 | National Academy of Video Game Trade Reviewers Awards | Kontrola projektu – 3D                                                    | Wygrana   | [ 183 ] [ 184 ]         |
| 2020 | National Academy of Video Game Trade Reviewers Awards | Reżyseria filmów w grach                                                  | Wygrana   | [ 183 ] [ 184 ]         |
| 2020 | National Academy of Video Game Trade Reviewers Awards | Gra – oryginalna akcja                                                    | Nominacja | [ 183 ] [ 184 ]         |
| 2020 | National Academy of Video Game Trade Reviewers Awards | Grafika – aspekty techniczne                                              | Wygrana   | [ 183 ] [ 184 ]         |
| 2020 | National Academy of Video Game Trade Reviewers Awards | Oświetlenie / teksturowanie                                               | Wygrana   | [ 183 ] [ 184 ]         |
| 2020 | Game Developers Choice Awards                         | Gra roku                                                                  | Nominacja | [ 185 ] [ 186 ]         |
| 2020 | Game Developers Choice Awards                         | Najlepsze udźwiękowienie                                                  | Wygrana   | [ 185 ] [ 186 ]         |
| 2020 | Game Developers Choice Awards                         | Najlepsza narracja                                                        | Nominacja | [ 185 ] [ 186 ]         |
| 2020 | Game Developers Choice Awards                         | Najlepsza technologia                                                     | Wygrana   | [ 185 ] [ 186 ]         |
| 2020 | Game Developers Choice Awards                         | Najlepsza oprawa wizualna                                                 | Wygrana   | [ 185 ] [ 186 ]         |
| 2020 | SXSW Gaming Awards                                    | Gra wideo roku                                                            | Nominacja | [ 187 ] [ 188 ]         |
| 2020 | SXSW Gaming Awards                                    | Najbardziej obiecująca nowa własność intelektualna                        | Nominacja | [ 187 ] [ 188 ]         |
| 2020 | SXSW Gaming Awards                                    | Doskonałość artystyczna                                                   | Nominacja | [ 187 ] [ 188 ]         |
| 2020 | SXSW Gaming Awards                                    | Doskonałość projektowa                                                    | Wygrana   | [ 187 ] [ 188 ]         |
| 2020 | SXSW Gaming Awards                                    | Doskonałość narracyjna                                                    | Nominacja | [ 187 ] [ 188 ]         |
| 2020 | SXSW Gaming Awards                                    | Doskonałość techniczna                                                    | Nominacja | [ 187 ] [ 188 ]         |
| 2020 | SXSW Gaming Awards                                    | Doskonałość wizualna                                                      | Nominacja | [ 187 ] [ 188 ]         |
| 2020 | British Academy Games Awards                          | Najlepsza gra                                                             | Nominacja | [ 189 ] [ 190 ]         |
| 2020 | British Academy Games Awards                          | Projekt gry                                                               | Nominacja | [ 189 ] [ 190 ]         |
| 2020 | British Academy Games Awards                          | Animacja                                                                  | Nominacja | [ 189 ] [ 190 ]         |
| 2020 | British Academy Games Awards                          | Osiągnięcie artystyczne                                                   | Nominacja | [ 189 ] [ 190 ]         |
| 2020 | British Academy Games Awards                          | Osiągnięcie dźwiękowe                                                     | Nominacja | [ 189 ] [ 190 ]         |
| 2020 | British Academy Games Awards                          | Muzyka                                                                    | Nominacja | [ 189 ] [ 190 ]         |
| 2020 | British Academy Games Awards                          | Narracja                                                                  | Nominacja | [ 189 ] [ 190 ]         |
| 2020 | British Academy Games Awards                          | Własność oryginalna                                                       | Nominacja | [ 189 ] [ 190 ]         |
| 2020 | British Academy Games Awards                          | Aktor w roli głównej (Courtney Hope)                                      | Nominacja | [ 189 ] [ 190 ]         |
| 2020 | British Academy Games Awards                          | Aktor w roli drugoplanowej (Martti Suosalo)                               | Wygrana   | [ 189 ] [ 190 ]         |
| 2020 | British Academy Games Awards                          | Osiągnięcie techniczne                                                    | Nominacja | [ 189 ] [ 190 ]         |
| 2020 | Game Audio Network Guild Awards                       | Najlepszy dialog                                                          | Nominacja | [ 191 ]                 |
| 2020 | Game Audio Network Guild Awards                       | Najlepszy oryginalny utwór instrumentalny                                 | Nominacja | [ 191 ]                 |
| 2020 | Game Audio Network Guild Awards                       | Najlepszy oryginalny album ze ścieżką dźwiękową                           | Nominacja | [ 191 ]                 |
| 2020 | Game Audio Network Guild Awards                       | Najlepszy miks audio                                                      | Nominacja | [ 191 ]                 |

## Spin-off i sequel
W czerwcu 2021 roku Remedy ogłosiło podpisanie umowy z 505 Games na stworzenie spin-offu z trybem wieloosobowym oraz projektu o „większym budżecie”, mającego na celu dalsze rozszerzenie serii Control. Spin-off FBC: Firebreak został oficjalnie ujawniony w październiku 2024 roku, a jego premiera miała miejsce 17 czerwca 2025 roku. Produkcja sequela pn. Control 2 rozpoczęła się w lutym 2025 roku.